# Табалуґа (мультфільм)
«Табалуґа» (також відомий як Табалуґа і Ліллі — німецький повнометражний сімейний CGI мультфільм режисера Свена Унтервальдта-молодшого з Вінсентом Вайсом в головній ролі. Фільм заснований на однойменній медіафраншиза, створеної німецьким рок-музикантом Петером Маффео . Мультфільм, створений під керівництвом Sony Pictures Germany за мотивами мюзиклу « Табалуґа і Лілі», вийшов 6 грудня 2018 року. Історія розповідає про молодого дракона Табалуґа, який об'єднується з крижаної принцесою Ліллі, щоб врятувати світ від злого сніговика АРКТОС. У Україні фільм вийшов 27 грудня 2018 під назвою «Табалуґа». Є спін-оффом мультсеріалу « Табалуґа », який можна назвати ремейком.

## Короткий зміст
Юний дракон Табалуґа живе з прийомним батьком, круком на ім’я Вихор, у мальовничій Зелендії. Ніхто ніколи не вчив малюка розпалювати багаття, отже йому терміново потрібна порада справжнього, дорослого дракона. Проте, Табалуґа – останній представник свого виду. Він має лише одного друга – балакучу божу корівку Задираку. Одного дня Табалуґа та Задирака опиняються в Крижандії, якою править злий Лорд Арктос. Там Табалуґа зустрічає чарівну льодову принцесу Ліллі. Це – кохання з першого погляду. Ліллі приводить Табалугу до Арктоса, не знаючи, що той хоче позбутися всіх драконів, аби потім заморозити Зелендію. Але й Арктос не здогадується, що Ліллі також закохалася у Табалугу. Вона допомагає Табалузі та Задираці втекти з Крижандії. Завдяки силі кохання Табалуґа нарешті навчився розпалювати багаття. Аби зірвати зловісні плани Арктоса та врятувати Зелендію від його армії білих ведмедів, Табалуґа та Ліллі мають зібрати всю свою волю й триматися разом, як вогонь і крига…

## Дубляж
Табалуґа - Андрій Федінчик 
Арктос - Михайло Кришталь 
Задирака -
Білий ведмідь -